# Ilsenburg (Harz)
Ilsenburg település Németországban, azon belül Szász-Anhalt tartományban. Lakosainak száma 9435 fő (2023. december 31.).

## Népesség
A település népességének változása:
| Lakosok száma | 9475 | 9535 | 9526 | 9497 | 9477 | 9435 |
|               | 2015 | 2017 | 2019 | 2021 | 2022 | 2023 |